# Situatie, Taak, Actie, Resultaat
STAR (Situatie, Taak, Actie, Resultaat) is een gedragsgerichte interviewmethode die gebruikt wordt voor sollicitatie- en functioneringsgesprekken. STAR wordt ook wel uitgebreid tot STARR met een vijfde stap voor Reflectie.
Met het gebruik van de STAR-interviewmethode wil de interviewer op een gestructureerde manier een zo betrouwbaar mogelijk beeld krijgen van het gedrag van een sollicitant of medewerker, zonder dat deze zelf bij diens handelen aanwezig is geweest. Via de structuur Situatie, Taak (of doel), Actie, Resultaat en Reflectie worden voorbeelden van gedrag verzameld, waaruit naar voren komt hoe een medewerker opereert, welke capaciteiten al aanwezig zijn voor de uit te voeren taken en welke nog verder ontwikkeld kunnen worden.

## Structuur van het gesprek
Een STAR-interview begint met een vraag om een situatie aan te geven uit een vorige of huidige baan waarin de geïnterviewde gebruik maakte van een bepaalde competentie. De geïnterviewde wordt gevraagd deze zo precies mogelijk te beschrijven. Hierbij worden ook de personen meegenomen die erbij betrokken waren en de omstandigheden van die situatie. Vervolgens wordt van de geïnterviewde gevraagd te beschrijven wat precies diens taak, rol of functie was in de betreffende situatie. Vervolgens komt aan bod welke actie hij of zij in dat geval heeft ondernomen, hoe hij de taak dus heeft uitgevoerd. Uiteindelijk komt aan de orde wat het resultaat van die actie was of de afloop van de betreffende situatie. Als laatste kan een korte reflectie over het resultaat volgen waarbij de volgende vragen horen: wat ging er goed, wat ging er fout en waarom was dit goed of fout, en wat zou je anders doen?
De interviewer wordt vaak aangeraden een vel papier in vierkante blokken in te delen met in de linkerbovenhoeken de letters S-T-A-R-. Gedurende het interview worden de vlakken ingevuld om het gedrag van de medewerker/sollicitant in kaart te brengen. De grote lijnen van een STAR-interview zijn als volgt:
| S Wat was de situatie?                 | T Wat zag je als je taak? Wat wilde je bereiken? |
| A Wat deed/zei je precies? En wanneer? | R Welk effect had je gedrag?                     |

Dit kan bijvoorbeeld de volgende vragen opleveren:
- Situatie: Geef een voorbeeld van een situatie waarin je betrokken was die een positief resultaat opleverde.
- Taak: Beschrijf de taken die in de situatie aan bod kwamen.
- Actie: Vertel over de verschillende acties die werden uitgevoerd om de taken te voltooien.
- Resultaat: Welke directe resultaten kwamen voort uit je acties?[3]

Ook wel uitgebreid met stap 5:
- Reflectie: Reflecteer het resultaat, wat ging er goed/fout en waarom, wat zou je anders doen?

## Functioneringsgesprekken
Bij achterblijvende resultaten wordt via het STAR-gesprek onderzocht wat de oorzaken daarvan zijn, zoals het gedrag van de medewerker, de situatie, bereidheid, prioriteitsstelling, taakopvatting of de aandacht van de leiding. Hierbij kunnen STAR-vragen gesteld worden over:
- Aanpak, op welke wijze worden de taken uitgevoerd
- Belemmeringen, zoals zakelijk, collega's, klant, leidinggevende, privé, e.d.
- Prioriteit of het belang dat de medewerker hecht aan deel van het werk
- Gemotiveerdheid, zoals of de medewerker het werk nog leuk vindt
- Mening van de werknemer over de mate van ondersteuning en sturing van de leiding.[1]

In dit kader wordt een STAR gesprek ook wel een STARt-gesprek genoemd.